# Fellenbergs Naturheilanstalt
Fellenbergs Naturheilanstalt war eine Kuranstalt in Erlenbach bei Zürich.
1898 eröffnete Friedrich Fellenberg in seinem Haus «Colonia» in Erlenbach eine kleine Kuranstalt. 1899 wurde eine Genossenschaft gegründet: Geplant waren Gebäude und Anlagen für 60 Kurgäste. 1900 konnten die neuen Häuser «Morgenstern» und «Bergfried» bezogen werden. Zudem wurde ein Badhaus mit Bädern 1. und 2. Klasse und das Logierhaus «Friedeck» gebaut. 1904 wurde das Haupthaus «Sonnenhof» auf dem angrenzenden Boden der Nachbargemeinde Küsnacht eröffnet.
Die einzelnen Häuser befanden sich in einem von Reben umgebenen Parkgelände. Sie waren mit Speisesälen und Aufenthaltsräumen ausgestattet, und sämtliche Zimmer hatten Zentralheizung. In einem von Bretterwänden umzäunten Areal standen Lufthütten (dieses Areal wurde scherzhafterweise «Negerdorf» genannt). Zudem gehörte als Ableger ein Luftbad zur Naturheilanstalt und ein Holzpavillon beim Erlenfall im nahen Bachtobel.
Im September 1911 war Franz Kafka zur Kur in Erlenbach. In den Jahren 1913 und 1914 kurte Ferdinand von Zeppelin hier.
Der Erste Weltkrieg bedeutete das Aus für die Naturheilanstalt. Von 1917 bis 1919 wurde sie liquidiert. Der «Sonnenhof» wurde 1919 Altersheim der Stadt Zürich, 1970 wurde abgebrochen, um einem neuen Alterswohnheim Platz zu machen. Der Name «Kurhausstrasse» erinnert noch heute an die Institution.